# Aranyosbánya

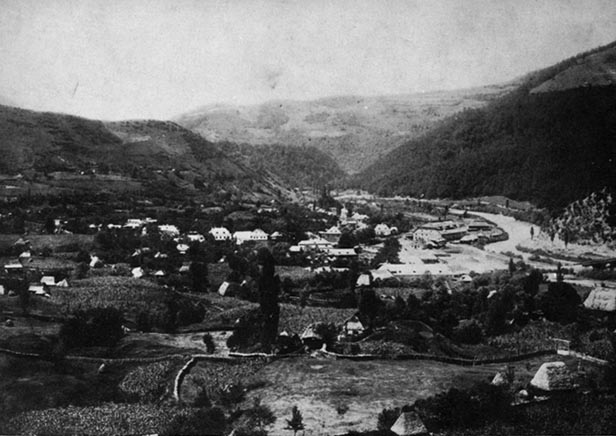
Offenbánya az 1870-es években (Veres Ferenc felvétele)

Aranyosbánya, 1911-ig Offenbánya (románul: Baia de Arieș, régen Baia, Ofenbaia, németül: Offenberg) város a romániai Fehér megyében.

## Fekvése
Az Erdélyi-szigethegységben, Topánfalvától 25 km-re keletre, az Aranyos jobb partján fekszik.

## Nevének eredete
Az Aranyosbánya név először 1325-ben fordul elő (Onumberg seu Aranyosbánya). Előtagja utalhat az Aranyos folyóra, de az itt már akkor is bányászott aranyra is. A magyarba is átkerült, német eredetű neve a 'kemence, kohó' jelentésű Ofen szóból származik (először 1427-ben, Offon Banya). Ugyanezen név tükörfordítása lehet az 1334-ben előforduló latin Monte Fornacis ('a kohó hegye') adat. A középkori névalakot ugyan csak 1911-ben, a helységnévrendezés idején tették hivatalossá, de már korábban felelevenítették, valószínűleg a kincstári bányaigazgatás: egy 1891-es említés szerint Aranyosbánya, régi nevén Offenbánya. Mai román neve is az előbbi, hivatalossá tett magyar nevet követi (baia 'bánya', Arieș 'Aranyos').

## Története
Német bányászok alapították. Károly Róberttől 1327-ben nyert bányavárosi jogokat. Nemes- és színesfémeket (aranyat, ezüstöt, ólmot, rezet) bányásztak itt. 1606-ban egy tatár betörés elpusztította, valószínűleg ezután vált román többségűvé. Birtokosa, a kincstár az 1770-es években négy olvasztókemencét épített benne, amelyek mellé Csíkszentdomokosról székely vasmunkások települtek be. Római katolikus egyházközsége 1775-ben létesült újra, és 1795-ig a bolgár ferencesek gondozták. Az úgynevezett „Aranynégyszög” egyik csúcsa volt, Brád, Nagyág és Zalatna mellett. 1782. április 16-án a kincstári uradalom jobbágyai a királyhoz írt folyamodványukban a szabott mértéket meghaladó, a vármegye által követelt adók és járandóságok miatt panaszkodtak. A parasztok részt vettek az 1784-es mozgalomban, Cloșca november 9-én ért Offenbányára. 1782-ben találták itt azt a kőzetmintát, amelyet 1786-ban mint új ásványt, szilvanitot írtak le. A görögkatolikus egyház 1832-re nőtt önálló egyházközséggé. A helyi Tordoșan ügyvéd már 1848 pünkösdjén fegyverkezésre szólította fel a parasztokat. Június 18-án Iosif Moga jegyző hirdette ki a jobbágyfelszabadítást, amiről a parasztok itt is úgy tudták, hogy az első balázsfalvi gyűlés vívta ki. Október 25-én a Iosif Moga vezette felkelők lefegyverezték magyar és német nemzetőrségét. Mivel az arany kemény kőzetekben, apró szemcsékben volt található, amelyet csak nehezen tudtak kinyerni, a kitermelés már nem volt jövedelmező, bányászai és kohászai nyomorban éltek. A kiegyezés után a magyar kormány elsősorban szociálpolitikai intézkedésként állított fel új hutákat a településen. Három bányájában 1867-ben hivatalosan 115 főt dolgozott, de Élisée Reclus 1873-as látogatása idején egy idevalósitól úgy hallotta, hogy az egész aranybányászat összesen négy bányászt és négy ellenőrt foglalkoztat. 1879-ben két tellúrércbányája működött, összesen 58 bányásszal. Rudolf Bergner 1884-ben három hivatalnokról és hatvan munkásról tud, akiket elrománosodott németekként azonosított. 1876-ban Torda vármegyétől, ahová korábban tartozott, az újonnan létrehozott Torda-Aranyos vármegyéhez csatolták. 1889-ben Munteana néven román takarékpénztára alakult, 1894-ben megnyílt első gyógyszertára. 1912-ben épült meg a települést Tordával összekötő keskeny vágányú vasút, amely jelenleg használaton kívül van. 1922-től gimnázium működik benne.
A 20. század első felében piritet bányásztak közelében. Az aranybányászatot 1945-től a kommunista hatalom kezdte ismét fejleszteni, korszerűbb eszközökkel. 1951-ben megnyitották a Pacea ('Béke') aknát. 1953-ban cianidos flotálóüzemet adtak át. Ugyanekkor kezdték el a blokkházak építését – ma már 680 blokklakás található a településen. A női munkaerőt az 1978-ban átadott textilgyárban foglalkoztatták, amely magánkézben ma is működik, bár munkásainak száma már jóval kevesebb a kezdeti 1240 főnél. Aranyosbánya 1998-ban kapott városi rangot. 2004-ben az aranybánya bezárt.
1850-ben 1482 lakosából 1064 volt román, 212 német, 152 magyar és 29 cigány nemzetiségű; 909 ortodox, 463 római katolikus, 95 görögkatolikus és 15 református vallású.
2002-ben 3292 lakosából 3241 volt román és 39 magyar nemzetiségű; 3194 ortodox vallású.

## Látnivalók
- Ortodox temploma 1769-ben épült, belsejét 1829-ben az abrudbányai Simion Silaghi festette ki.
- Római katolikus temploma 1787-ben épült.

## Képek

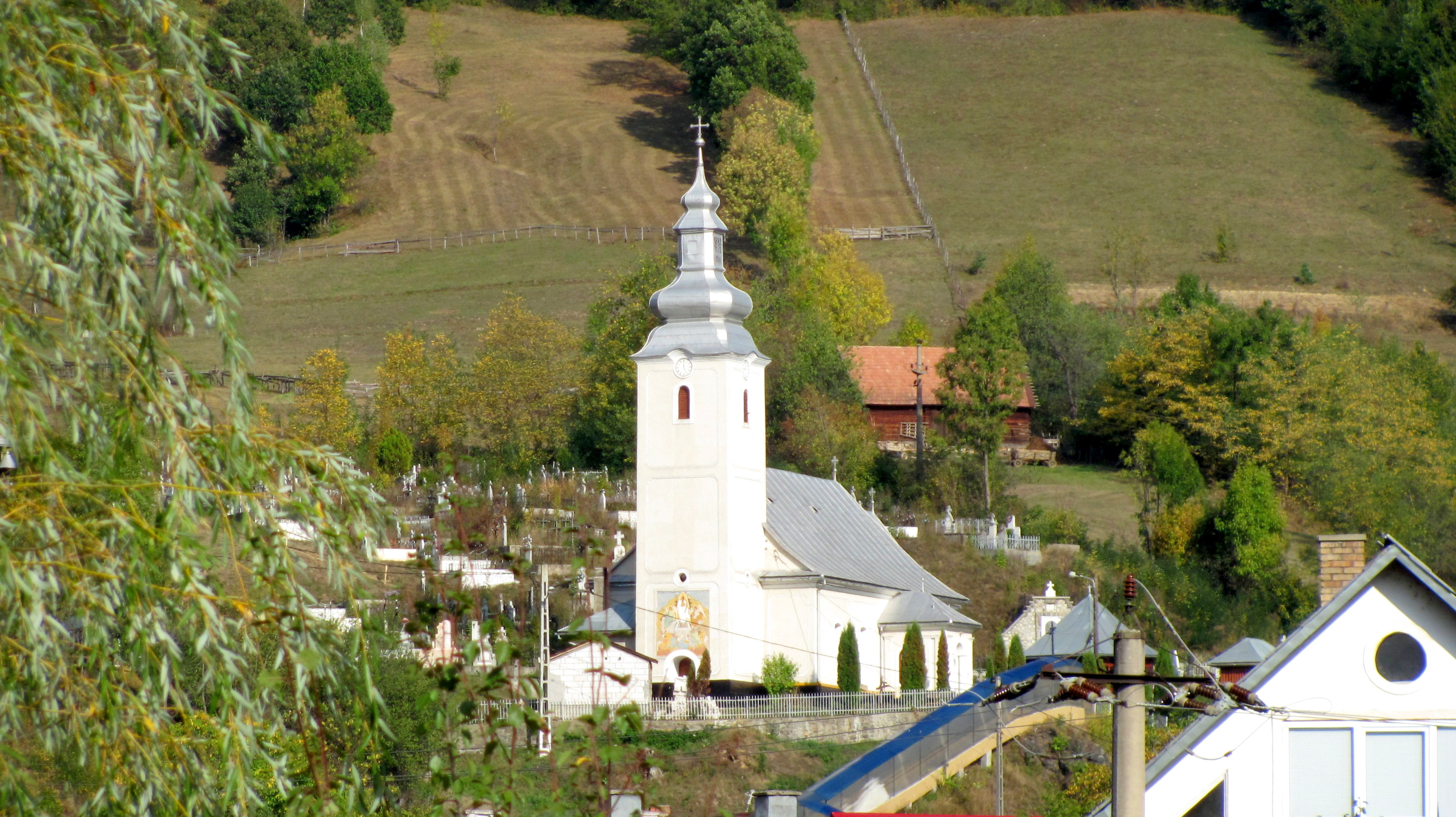
Ortodox templom
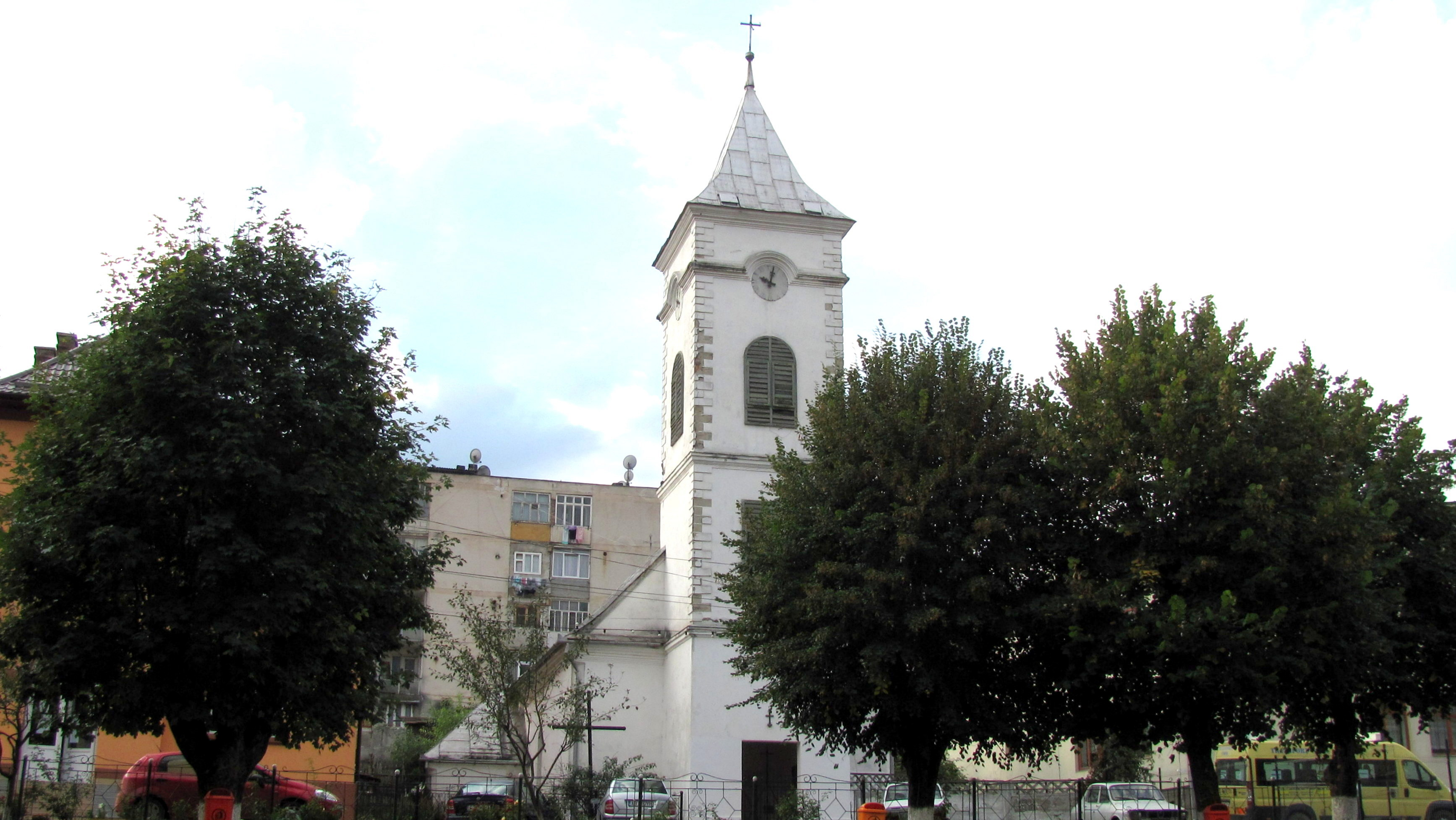
Római katolikus templom
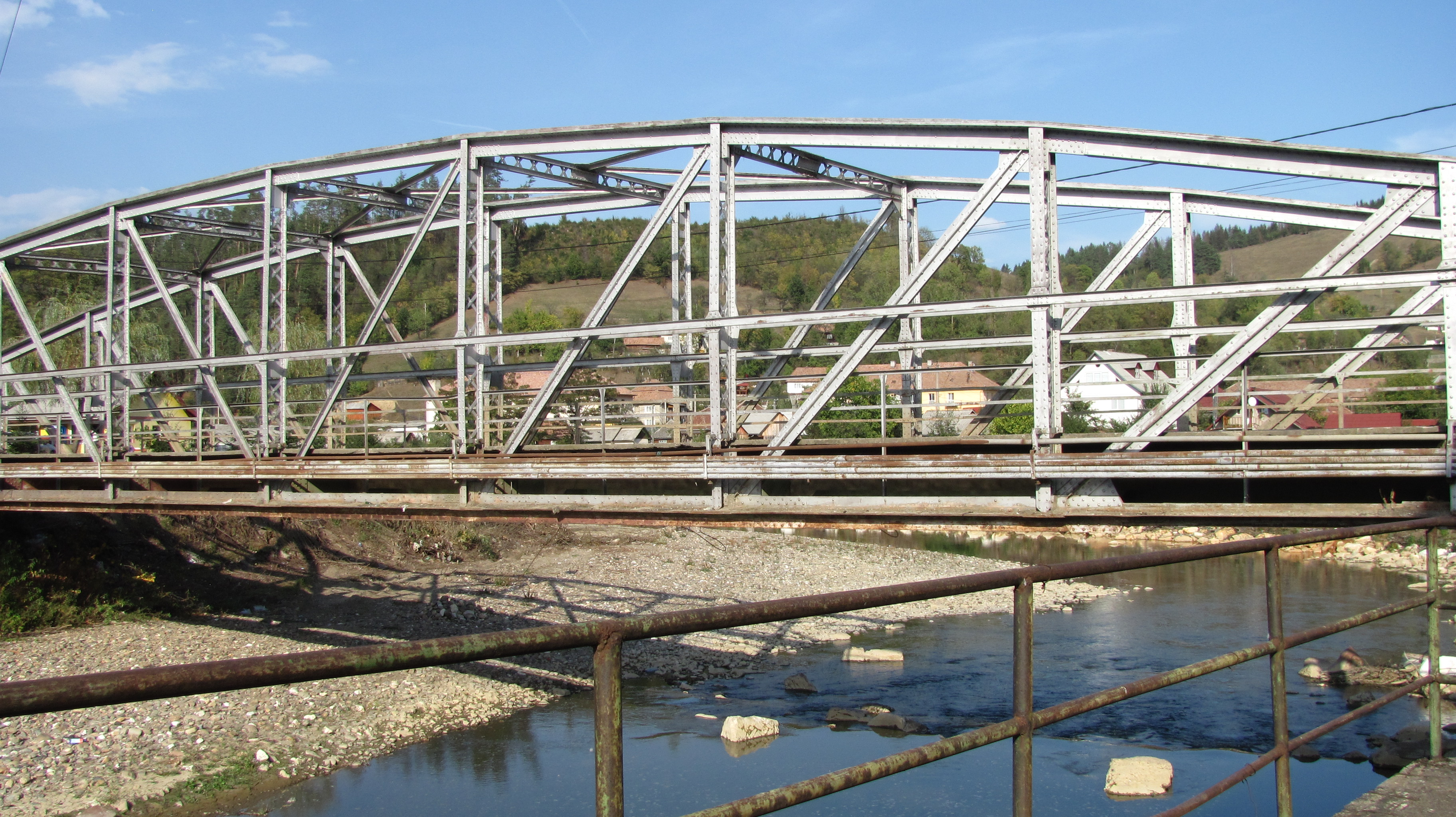
Az Aranyos hídja
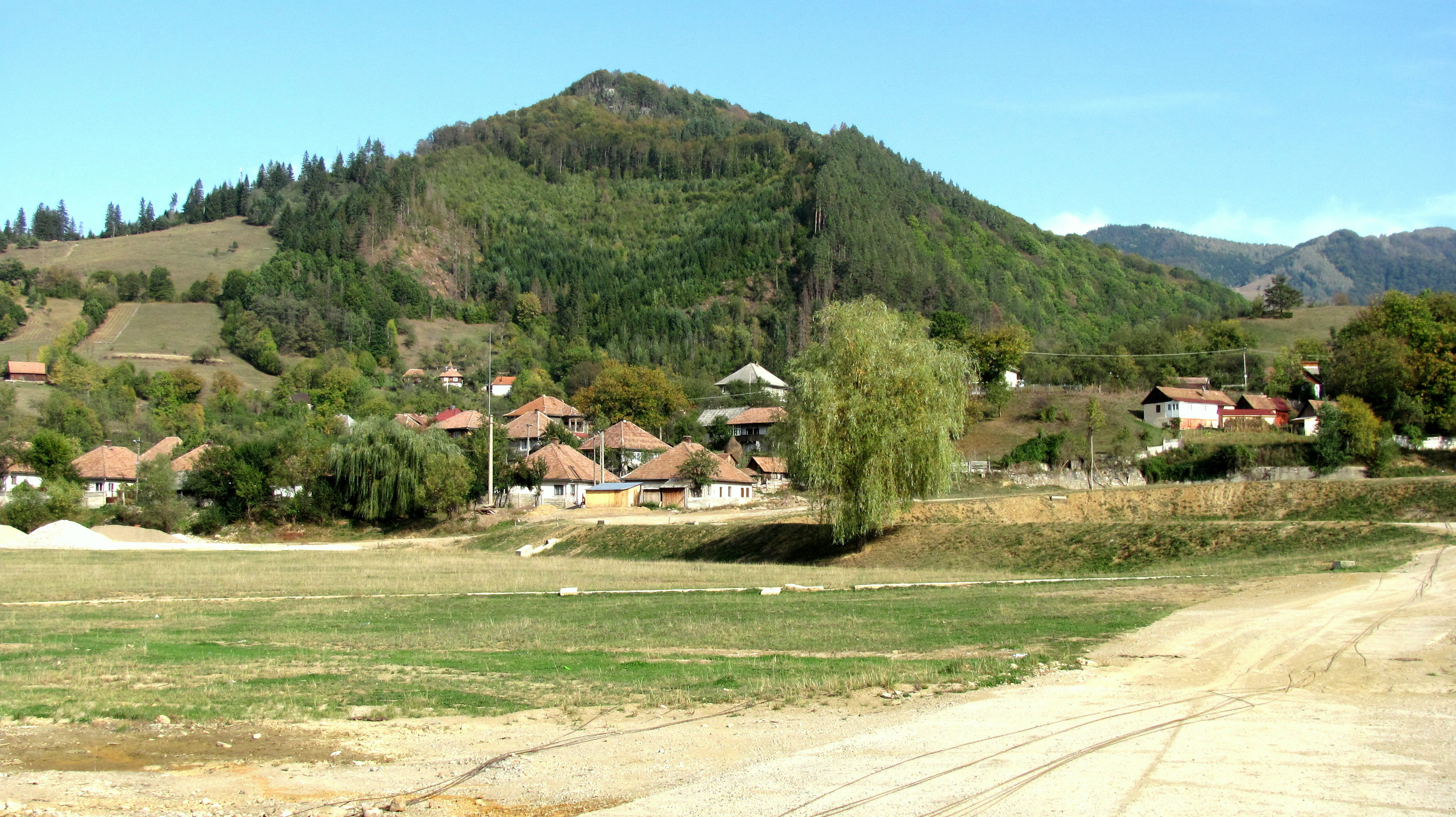
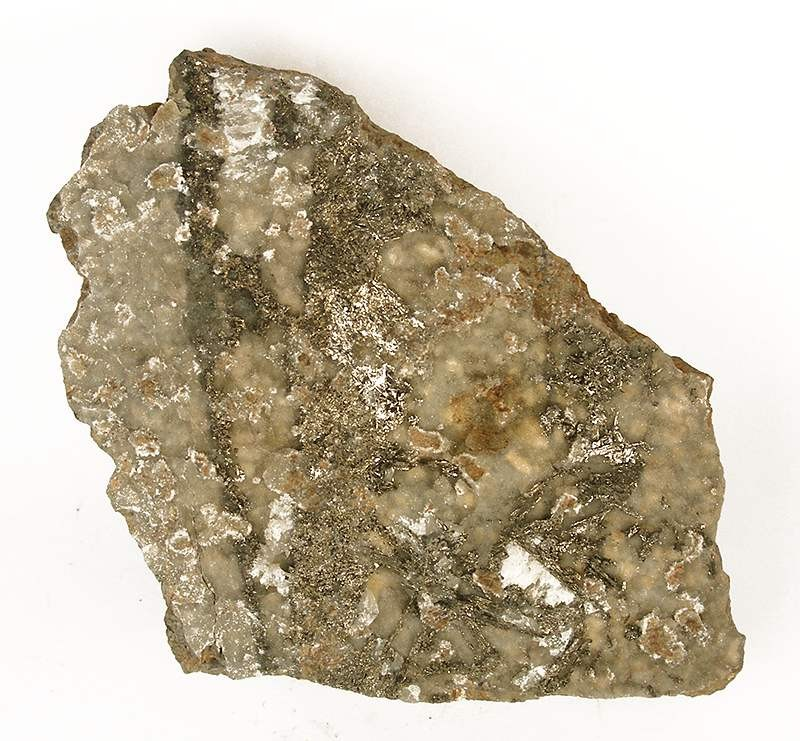
szilvanit
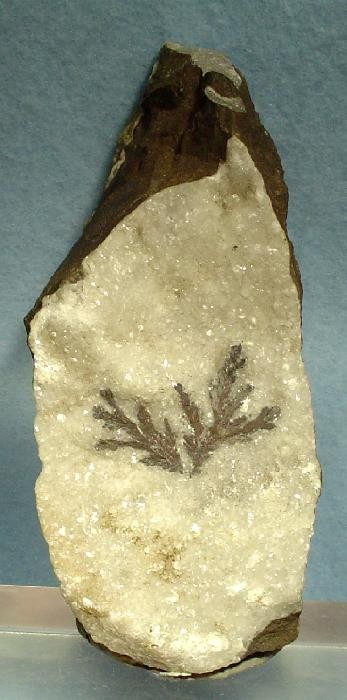
szilvanit
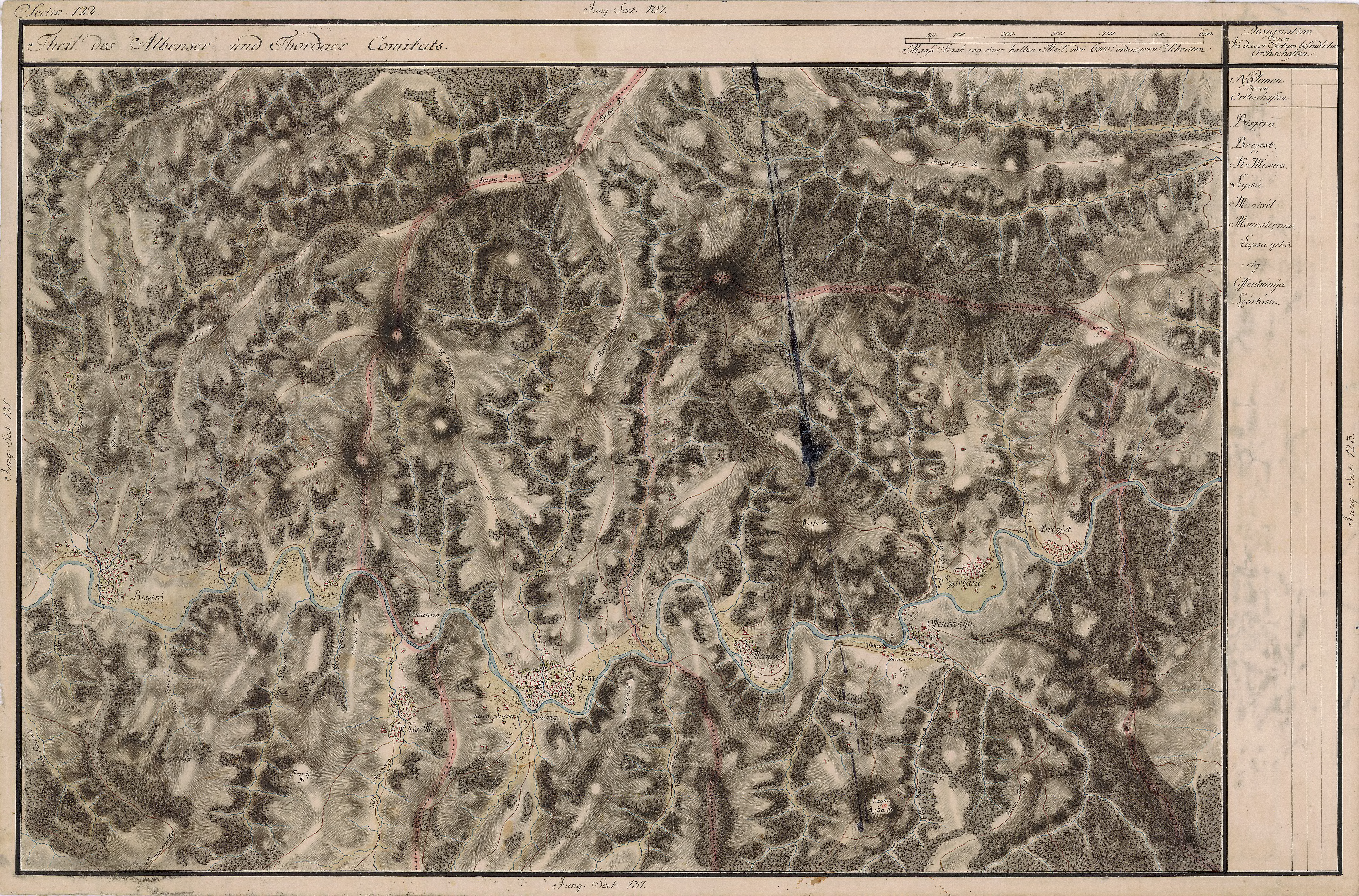
Offenbánya környéke 1769–1773 között